# Mallalieu Engineering

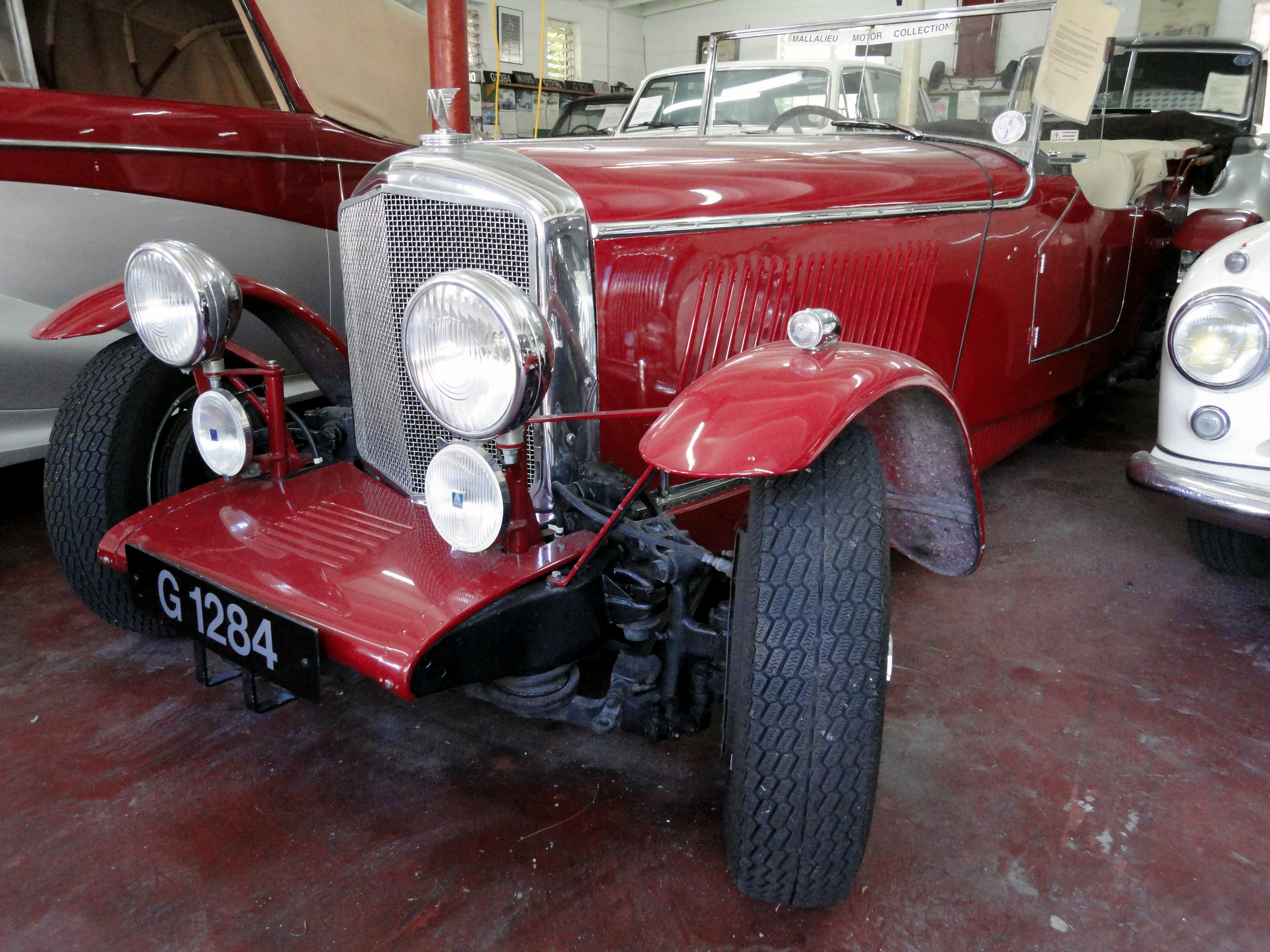
Mallalieu

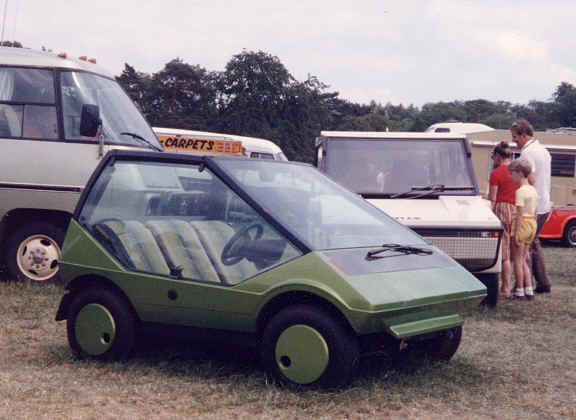
Microdot

Mallalieu Engineering Limited war ein britischer Hersteller von Automobilen.

## Unternehmensgeschichte
Derry F. Mallalieu gründete 1974 das Unternehmen in Abingdon in der Grafschaft Oxfordshire und begann mit der Produktion von Automobilen. Die Markennamen lauteten Mallalieu und Microdot. Derry Mallalieu starb 1975. 1981 endete die Produktion. Insgesamt entstanden mehr als 30 Mallalieu, während es zum Microdot keine Produktionszahlen gibt.

## Fahrzeuge

### Mallalieu
Diese Fahrzeuge basierten auf den Fahrgestellen des Bentley Mark VI. Darauf wurde eine neue Karosserie montiert. Das Modell Barchetta Open Tourer erschien 1974 und kostete ab 9950 Pfund. Der Bau des Fahrzeugs dauerte vier Monate. Mercia, später umbenannt in Oxford, war ein Zweisitzer. Dessen Bau dauerte sechs Monate. Der Preis betrug ab 15.000 Pfund. Eine andere Quelle nennt 200.000 DM, ohne das Modell zu nennen. Viele Fahrzeuge wurden in die USA exportiert.
Das Unternehmen warb 1978 in den Heften 1 und 3 der deutschsprachigen Oldtimerzeitschrift Automobil- und Motorrad-Chronik damit, auf Bestellung auch Fahrzeuge mit Linkslenkung herzustellen. Das Düsseldorfer Autohaus Auto Becker bot die Fahrzeuge an.
Das Auktionshaus Bonhams versteigerte am 14. September 2013 einen Oxford für 66.354 Euro.

### Microdot
Der Microdot war eine Entwicklung von William Towns von 1976. Zwischen 1980 und 1981 fertigte Mallalieu dieses Modell. Es war ein Kleinstwagen. Zur Wahl standen Ottomotoren vom Mini und Reliant sowie verschiedene Zweitaktmotoren. Mit Preisen von 4000 Pfund für die Basisausführung und 7000 Pfund für die Luxusausführung war das Fahrzeug zu teuer, um am Markt Erfolg zu haben.